# Terra X (Marvel Comics)
Terra X (original em inglês Earth X) é uma série limitada de histórias em quadrinhos produzida em 1999 para a Marvel Comics. Foi escrita por Jim Krueger e teve  arte de John Paul Leon. Foi baseada em notas de Alex Ross sobre a ideia de um futuro distópico do Universo Marvel.
Essa série originou duas sequências: "Universo X" (Universe X) e "Paraíso X" (Paradise X). Esse universo da Terra X foi designado na Enciclopédia Marvel como Terra-9997.

## História
Earth X começou em 1997 quando, com a repercussão de Kingdom Come, minissérie de Alex Ross e Mark Waid para a DC Comics, um editor da Revista Wizard perguntou a Ross como ele imaginaria um futuro daquele tipo (distópico) para o Universo Marvel. Ross esboçou algumas ideias para os mais conhecidos heróis daquela editora  (Homem-Aranha, Capitão América e Hulk) num futuro em que todos os humanos tivessem conseguido superpoderes enquanto eles vivessem vidas comuns. A revista Wizard com o artigo de Ross (acompanhado das ilustrações características) esgotou rapidamente, uma procura tão grande que em 1999 (em combinação com a Marvel), o escrito foi publicado num folheto separado com o título Earth X Sketchbook, igualmente esgotado. Atenta a esse interesse dos fãs, a Marvel contratou Ross para criar uma série completa baseada em suas notas para o artigo.

## Tramas
A Terra X é um dos inúmeros planetas onde os poderosos alienígenas conhecidos como Celestiais trouxeram suas "sementes". Após dez anos do término da Era Heróica, Raio Negro secretamente lança a mutagênica "Névoa Terrígena" na atmosfera da Terra, com o objetivo de transformar toda a Humanidade em Inumanos, numa tentiva de parar a perseguição aos seus súditos. Seguindo seu plano ele cegou Uatu, o Vigia, para evitar que o ser registrasse esse ato. Uatu então traz X-51 (Homem-Máquina) para ser o novo Vigia, usar os equipamentos para observar os acontecimentos e relatá-los.
Enquanto isso o Capitão América finalmente mata o Caveira Vermelha e deixa os Vingadores. Pouco tempo depois, Reed Richards constrói uma rede de energia mundial que usa o vibranium, para resolver o problema da crise energética. Um dos cientistas cai no reator, provocando a falha global do sistema e uma explosiva reação em cadeia.
A Névoa Terrígena começa a provocar as mutações genéticas na população, efeito apelidado de  "Praga X", mas a culpa recai sob o experimento de Richards. Benny Beckley, o filho adolescente do herói conhecido como Cometa, ganha a habilidade de controle dos outros e fica conhecido como Caveira (Skull). Todos os telepatas do mundo morrem devido aos efeitos da manifestação dos poderes de Beckley. Sentinela City e Terra Selvagem tornam-se refúgios para os mutantes. Capitão América enfrenta o garoto ao lado de seu novo parceiro, Wyatt Wingfoot, agora chamado de Asa Vermelha (nome da ave do Falcão). Outro aliado é o Demolidor, artista de circo humano que sofreu mutação e lidera um grupo de circenses.
Doutor Destino e Namor juntam-se e atacam as Nações Unidas, enfrentando num combate mortal o Quarteto Fantástico. A batalha termina com Namor transformado num ser cuja pele se incendeia em contato com o ar e com isso ele é forçado a permanecer no oceano. Reed Richards pega a armadura do Doutor Destino e se exila no Castelo da Latvéria. Coisa se casa com a Alicia Masters e tem dois filhos, Buzz e Chuck.
Peter Parker (o Homem-Aranha) deixa a carreira de herói e se angustia com a filha adolescente May, que se transformou numa nova manifestação de Venon.
Homem Absorvente assimila as propriedades de Ultron e ataca Washington, D.C., sendo combatido pelos Vingadores. A batalha causa a morte de membros do grupo e a destruição da cidade. Os super-heróis então fazem um pacto com Solaris, o mutante oriental que se tornou o Imperador do Japão, ficando cada um com um pedaço do vilão absorvedor para que o mesmo não consiga mais ressurgir.
Com a destruição de Washington, as Industrias Osborn (pertencentes a Norman Osborn, o Duende Verde) assumem o controle da produção de alimentos do país. Norman também sofreu mutação e seu rosto ficou semelhante a máscara de Duende que usava. Ele se torna presidente sem eleição. Para assegurar seu poder político, Osborn usa um DNA alienígena para criar o parasita-Hidra que permite controle mental coletivo das pessoas. Tony Stark, o Homem de Ferro, consegue escapar da mutação se isolando em seu refúgio, e constrói os "Vingadores de Ferro" para combater a Hidra. Colossus, agora o Czar da Rússia, controla o principal abastecimento de alimentos da Grã Bretanha, país que agora é comandado pelo Capitão Britânia, chamado de Rei Bretanha. O Pantera Negra sofre mutação e se torna um híbrido de humano e felino, tornando seu país Wakanda num refúgio para os Ani-Men. Ele é casado com Tempestade.
O climax acontece com a chegada dos Celestiais e a batalha deles contra o novo Galactus (Franklin Richards).

### Universo X
Após os eventos da história anterior, a massa da Terra é reduzida causando uma mudança de órbita e do campo magnético que afeta drásticamente o clima do planeta. Um quarto da população de Nova Iorque perece, vítima do clima. Um culto ao Homem Absorvente começa a assassinar todos aqueles que guardam partes do vilão. Sob a influência de Mefisto, Imortus, que agora é papa, funda uma igreja que defende a dominação mutante da galáxia e quer a destruição dos aparelhos de Reed Richards que eliminaram a mutação da população (história anterior). Enquanto isso, o Capitão Marvel (Mar-Vell) reencarna como o filho de "Ele" (Adam Warlock) e "Ela" (Kismet), mas sua alma permanece no limbo dos mortos. Capitão América se torna o protetor de Mar-Vell criança e embarca numa jornada mundial em busca de peças para negociação com os mutantes e impedir uma guerra no Limbo dos Mortos entre Thanos e Senhora Morte contra Mar-Vell. Na Rua Zero ele tem um combate mortal contra os Vampiros da Noite (Night People).

### Paraíso X
Com a destruição da Senhora Morte (história anterior), Mar-Vell constrói um Paraíso no centro da Zona Negativa para os falecidos que estão no limbo. A população viva da Terra torna-se imortal.
X-51 decide que a população das Terras alternativas deveriam ser avisadas sobre a ação dos Celestiais cujo embrião cresce no interior daqueles planetas. Ele lança um alarme através do multiverso e recruta e envia heróis para as linhas de tempo alternativas. São eles Tempestade da Terra 1298, Deathlok (Luther Manning, Terra-7484), Hiperiom (Terra-1121), Killraven (Terra-691), Homem de Ferro de 2020 (Terra-8410), Garota-Aranha (Terra-1122) e Wolverine (da Terra-811).
O Vigia da Terra-9997 é banido por X-51 para mundos alternativos para que não atrapalhe os planos. No Paraiso de Mar-Vell, o equipamento do Alto Evolucionário transforma as almas de Raio Negro, Capitão América, Demolidor (Matt Murdock), Dr. Destino, Gigante (Henry Pym), Fênix e Tony Stark. Todos os que entram no Paraíso consomem um fragmento do Cubo Cósmico, capacitando-os a criarem uma realidade própria alternativa. Mas o Paraíso começa a se expandir com a chegada de mais almas e destroi limites tais como o da Zona Negativa, fazendo com que  Blastaar e Aniquilador cheguem a Nova Iorque e ataquem o Edifício Baxter.
Reed Richards, Bruce Banner e Fera, com outros brilhantes cientistas, tentam encontrar uma solução para a ausência da morte. Eles decidem contatar Jude, o Homem Entrópico, e tentam criar um composto capaz de levar à morte as pessoas. Mefisto interfere e o confronto que se segue chega à Grã Bretanha, lugar onde Merlin, Doutor Estranho, Psylocke e Meggan ajudam o Rei Bretanha a usar a espada Excalibur contra o demônio. A Suprema Inteligência com seu exército de almas krees tenta conquistar o Paraiso. Durante os eventos, Mar-Vell explica a Reed que ele se tornou a nova Eternidade.

## Personagens de Terra X e Universo X
- Uatu - Vigia que foi cegado e ficou incapaz de observar os eventos na Terra por 20 anos, o que o deixou niilista e insensível.
- Homem-Máquina - Foi recrutado por Uatu para ser o novo Vigia. Teve sua aparência mudada para uma pele transparente ao invés do antigo disfarce humano que usava.

### Vingadores
- Capitão América - Ele está com 100 anos, careca, de aparência alquebrada e assustada. Em sua testa há uma cicatriz com o formato da letra A..
- Pantera Negra - Sofreu mutação se transformando numa mescla de homem e pantera.
- Hulk - Hulk foi separado de Bruce Banner, que agora é uma criança enquanto o gigante verde se parece com uma criatura símia verde. Hulk ajuda Bruce Banner sendo seus olhos, pois o cientista está cego.
- Miss Marvel - Ela ajuda Mar-Vell na luta contra a Senhora Morte.
- Thor - É agora uma mulher devido a engano de Odin provocado por Lóki. O objetivo dessa mudança foi ensinar humildade ao Deus do Trovão.

#### Avenging Host
Mar-Vell mata a Senhora Morte e muda o Limbo dos Mortos para um paraíso. Com isso, ele seleciona as almas dos heróis mortos e os transforma em um grupo de guardiões chamados  Avenging Host, com todos os membros recebendo asas e outras características tradicionais de anjos.
- Raio Negro - Rei dos Inumanos que matou o irmão louco Maximus e detonou uma Bomba de Cristal Terrígeno na atmosfera da Terra. Secretamente foi quem cegou Uatu. Ele morreu na batalha contra os Celestiais. Transformado em membro do Avenging Host, ganhou asas.
- Doutor Destino - Foi morto numa explosão. Ele também ganhou asas e uma pele metálica.
- Gigante - assassinado na Batalha contra o Homem-Absorvente. Como membro dos Avenging Host ele também recebeu asas e manteve o tamanho crescido.
- Gavião Arqueiro - Mutação lhe deu dois braços adicionais. Morreu na luta contra o Homem Absorvente. Ficou também com a aparência de anjo.
- Homem de Ferro - Morreu sem que a sua mutação se desenvolvesse. Também recebeu uma pele metálica e asas.
- Demolidor (Matt Murdock) - Ele e Elektra foram assassinados pelo Mercenário. No Limbo, Matt Murdock se tornou um sacerdote dos Avenging Host.
- Fênix - Esse ser de energia acabou assumindo a forma de Jean Grey e se sacrificou. No Limbo, se tornou um híbrido de ambos os seres.

### Quarteto Fantástico
- Senhor Fantástico - Reed Richards adotou a armadura do Doutor Destino e ocupou como moradia o castelo do vilão.
- Mulher Invisível - Morreu numa explosão
- Tocha Humana - Assassinado por Namor.
- Coisa - casou com Alicia Masters e teve dois filhos, Buzz & Chuck (apelidados de Irmãos Grimm).

### X-Men
- Professor X - Morreu logo no início das mutações. Seu espírito mais tarde ajudou Mar-Vell na luta contra a Senhora Morte.
- Arcanjo - Perdeu sua fortuna e se tornou um "anjo da guarda".
- Banshee - Assassinado por Black Tom Cassidy. Seu espírito ajudou Mar-Vell na luta contra a Morte.
- Fera - Ficou com o pelo branco e se mudou para Wakanda onde trabalha para o Pantera Negra.
- Cable - Sucumbiu ao vírus tecno-orgânico e se refugiava em Sentinela City.
- Colossus - Se tornou o Czar da Russia.
- Ciclope - Líder de um novo time de X-Mens que se aliou ao Capitão América.
- Cristal - Asssassinada por Mefisto como retaliação pela morte da Senhora Morte por Mar-Vell.
- Destrutor - Se juntou ao pai, o Corsário, após a morte do Professor X.
- Homem de Gelo - Aprisionado em sua forma gélida, sendo forçado a se mudar para lugares de clima frio. Ele construiu uma cidade no Polo Norte.
- Kitty Pryde - Assassinada ao proteger Colossus de um disparo.
- Noturno - Se tornou o que sempre temeu, um demônio. Perdeu um braço e se transformou em Belasco: Senhor do Limbo (chamado em outras realidades de Purgatório).
- Jean Grey - Jean perdeu seus poderes psíquicos e se casou com Wolverine. No casamento, ambos ganharam peso significativo.
- Longshot - Desapareceu e nem X-51 conseguiu encontrá-lo.
- Homem Múltiplo - Foi afetado pela maldição do Wendigo.
- Nate Grey - Infectado pelo vírus tecno-orgânico, se transformou em Stryfe. Morreu tentando proteger Madelyne Pryor.
- Polaris - Se juntou ao Destrutor e ao Corsário no espaço.
- Vampira - Tida como assassinada conforme X-51 mas Fera contou uma versão diferente sobre sua morte, após ela ter procurado cura com Sauron.
- Tempestade - Se casou com Pantera Negra e se tornou a Rainha de Wakanda.
- Pássaro Trovejante - John Proudstar foi visto no Limbo dos Mortos conversando com o  Professor X.
- Wolverine - Casou-se com Jean e, com a ajuda do Homem Máquina, descobriu ser descendente da mesma espécie de Moon-Boy.

#### Novos X-Men
Liderados por Cíclope, foram membros do circo do Demolidor (segundo):
- Charmer - Fez parte do circo do Demolidor. Ela conseguia criar serpentes de energia.
- Dogface - Mutante canino que morou em Wakanda. Fez parte do circo do Demolidor como Menino Cara-de-Cão, antes de se juntar aos X-Men.
- Double-Header - Ser com duas cabeças humanas, fez parte do circo do Demolidor.
- Mermaid - Mutante com aparência de sereia, fez parte do circo do Demolidor. Ela conseguia "nadar" no ar.
- Tower - Tower ou Torre é um gigante humano que fez parte do circo do Demolidor.

### Outros Heróis
- Capitão Britânia - Se tornou o Rei da Bretanha.
- Cavaleiro da Lua - Se tornou um ser imortal e perdeu a sanidade após inalar poeira de Vibranium da estátua de Khonshu e é adorado por um culto conhecido como Os Filhos de Set (que acreditam que ele é a morte em si).
- Corsário - Se juntou a Destruidor e Polaris no espaço.
- Demolidor II - Após a morte do Demolidor original, um homem com um fator de cura poderoso que sara qualquer ferimento rapidamente (e que o Coisa acredita ser o Deadpool) tomou o nome e uniforme e começou a se apresentar em espetáculos circenses, demonstrando suas habilidades de sobreviver aos mais terriveis ferimentos.
- Dinossauro Demônio e Moon-Boy - Ambos morreram e seus corpos foram encontrados na Área Azul da Lua. Foi revelado que Wolverine é da mesma espécie que Moon-Boy.
- Doutor Sansão - Foi o psiquiatra do garoto Caveira. Assasinado pelo adolescente.
- Doutor Estranho - assassinado pela forma astral de Clea, que se tornou aliada de  Lóki. Seu corpo foi aprisionado por Wong. Mar-Vell mai tarde restaurou sua forma astral para que o Doutor Estranho voltasse a vida.
- Ka-Zar - Sofreu mutação que o deixou com uma cabeça de dinossauro.
- Luke Cage - Luta contra o crime como policial.
- Mar-Vell - Reencarnou como criança e lutou numa cruzada atrás de artefatos que o possibilitassem criar um paraíso. Capitão América foi seu aliado nessa busca.
- Namor - Amaldiçoado por Franklin Richards a ter um lado do corpo sempre em chamas quando em contato com o ar.
- Águia Noturna - Os olhos de Kyle Richmond, dados por um Mefisto disfarçado, possibilitavam-no ver o futuro. Ditou para seu colega de faculdade Gárgula (Isaac Christians) a narrativa do que via.
- Prowler - Possuida por um fragmento do Homem Absorvente, participou do ataque a Washington DC.
- Rom - Enviado ao Limbo e condenado a lutar contra os Espectros constantemente. Ficou conhecido como o maior dos Cavaleiros do Espaço.
- Shanna, a Mulher-Demônio - Sofreu mutação e foi transformada em leopardo humanóide.
- Homem-Aranha - Peter Parker teve sua identidade revelada ao publico e se aposentou. Voltou a agir quando sua filha foi escravizada pelo Caveira.
  - May "Mayday" Parker - Foi mesclada com o simbionte de Venom, embora mantivesse o controle.
- Solaris - Se transformou no Imperador do Japão.

### Vilões
- Homem Absorvente - Absorveu Ultron e ganhou maior conhecimento sobre suas habilidades.
- Mercenário - matou o Demolidor.
- Doutor Octopus - Visto numa ilusão do Homem das Aranhas.
- Executores - Guarda-costas do presidente Norman Osborn.
  - Fancy Dan - Sofreu mutação que o deixa invisível exceto o bigode.
  - Montana - Suas mãos se transformaram em laços.
  - Boi ou Touro - Se transformou num boi humanóide (similar ao minotauro).
- Duende Verde - Norman Osborn é o presidente norte-americano. Seu rosto assumiu a forma da máscara do Duende, forçando-o a usar um disfarce para aparecer em público. Foi assassinado pelo Caveira.
- Alto Evolucionário - Usou um dos mecanismos para transformar Franklin Richards em um novo Galáctus.
- Imortus - Se tornou Papa de uma igreja dedicada a servi-lo.
- Tubarão Tigre - Cometeu suicídio e foi para o Limbo dos Mortos.
- Rei do Crime - Morreu e foi para o Limbo dos Mortos.
- Loki - Loki decobriu que os asgardianos são mutantes de longa vida que possuem poderes imaginados pelos humanos, bloqueados pelos Celestiais que os induziram a acreditar que são imortais e que assim não evoluirão a deuses e ameaças aos poderosos seres (como Franklin, cujo poder mutante o fez se transformar em Galactus, apenas por acreditar nisso).
- Magneto - Durante a época que a Névoa Terrígena estava na atmosfera, Magneto manipulou os Sentinelas e construiu um santuário chamado Sentinela City na Terra Selvagem.
- Mister Hyde - Visto no Limbo dos Mortos.
- Caveira - Principal antagonista na série original. É um adolescente neonazista que usa poderes telepáticos para dominar o mundo, aproveitando-se da catástrofe da Névoa Terrígena. É derrotado pelo Capitão América.
- Homem das Aranhas - Um afro-americano sem-teto que foi mudado para aspecto reptiliano que lembra a aparência do Homem-Aranha. Ele usa teias energéticas que pode prender pessoas em uma ilusão.
- Ultron - Sua inteligência foi absorvida pelo Homem Absorvente.
- Abutre - Abutre mutante alado que se associa aos Executores.

### Outros personagens
- Harry Osborn - Harry foi visto numa ilusão do Homem das Aranhas.
- J. Jonah Jameson - J. Jonah Jameson perdeu seu cargo no Clarim Diário e saiu dos negócios quando Peter Parker revelou a identidade dele de Homem-Aranha. A mutação o transformou num burro humanóide.
- John Jameson - A razão de sua transformação em Homem-Lobo foi causada pelos Celestiais. Controla sua transformação usando um aparelho criado por Reed Richards.

## Explicações
Inicialmente, a Terra X foi proposta como um futuro para a Terra-616. Contudo, os sucessivos retcons (recontadas) da série não se mostraram consistentes com esse universo. Um exemplo ocorre em Paradise X quando se revela que Wolverine não é um mutante genuíno mas pertencente a uma espécie de "humanos de sangue puro", livres das manipulações genéticas dos Celestiais (bem como um descendente de Moon-Boy). Os editores da Marvel declararam que essas mudanças não seriam incorporadas ("canonizadas") ao Universo Marvel Original. Na revista #11 de Paradise X foi afirmado que não se trata de um futuro alternativo mas o presente (ou seja, 2003, ano da publicação).
A série Paradise X nunca foi concluída devido a interferencias editorias durante a publicação. Com a baixa das vendas, os especiais X e A planejados para serem uma revista dupla, foram reduzidos para exemplar de 22 páginas. O autor Jim Krueger expressou desalento pela perda de páginas e não conseguiu usar o final que planejara. A ideia para a conclusão era o Capitão América, suspeitando que Capitão Marvel era uma ameaça, o matasse logo após a muralha de energia envolver o universo, isolando-o dos Celestiais e Anciões. Ascendendo ao trono do Paraiso, o Capitão América percebe que as intenções de Marvel eram benignas.
Uma planejada série que se chamaria Tales of Earth X, foi proposta mas nunca aprovada. A série, ambientada antes dos enventos de Earth X, revelaria os últimos dias de personagens como o Professor X antes que a mutação transformasse a população em mutantes e provocasse a morte dos telepatas.
Uma história única (one-shot) a ser chamada The Earth X Companion seria lançada em  2008, contendo notas e esboços de Jim Krueger e Alex Ross bem como uma história curta desenhada por Bill Reinhold detalhando o destino do Modelo de Vida Artificial de Nick Fury.